# Indy & Wich
Indy & Wich je pražská hip hopová skupina založená v roce 1998. Tvoří ji rapper Indy a DJ Wich, často také spolupracují s rapperem La4. Vedle PSH patří k základním kapelám, které na začátku nového tisíciletí formovaly podobu českého hip hopu. Podle některých zdrojů jsou považováni za nejlepší domácí hiphopové umělce.
V roce 2002 úspěšně debutovali deskou My 3, která dodnes patří mezi nejlepší domácí hiphopové desky. Druhé album Hádej kdo... vydané opět na vlastním labelu Mad Drum Records bylo nominováno na cenu Anděl 2006 v kategorii Hip Hop. Časopis Filter vyhlásil Hádej kdo... deskou roku 2006.
Kapela má za sebou stovky koncertů po celém Česku a Slovensku, několikrát hrála v Polsku, v prosinci 2005 také v Londýně.

## Historie
Svůj první koncert odehráli v prosinci 1998 ve strahovském klubu 007. O rok později přichází druhý rapper LA4, známá postava graffiti scény.
Poprvé na sebe rappeři Indy a LA4 s DJ Wichem výrazně upozornili v roce 2001. S již tehdejší ikonou pražské scény Penery Strýčka Homeboye natočili první singl „Hlasuju proti/Cesta štrýtu“, který se později objevil na úspěšné debutové desce PSH – Repertoár.
Wich se také ujal produkce celé desky. I její velký úspěch mu vynesl cenu Akademie populární hudby Zlatý Anděl za mixtape roku 2001 v kategorii Dance a Hip hop. Později se ještě podílel na deskách Teritorium 1 a 2 rappera Oriona.
Indy & Wich sami debutovali o rok později albem My 3, které vydali na vlastní značce Mad Drum Records. Následovalo velké turné v klubech po celé České republice a letních festivalech. Jako jedni z prvních českých rapperů pronikají i na sousední Slovensko.
V roce 2003 vydali singl „Ještě Pořád/Originál Pilsner“. To už byl rapper LA4 na sólové dráze a od té doby s Indy & Wich jezdí jen v roli hosta. Wich v roce 2004 vydal sólovku Time Is Now, za kterou byl nominován na cenu Akademie populární hudby Anděl. Objevují se na ní i písně Indyho („1000 MCs“) a LA4 („1994–2004“).
Na podzim 2006 Indy & Wich vydávají druhé album Hádej kdo... a to opět na svém labelu, se záštitou EMI. Zájem fanoušků je značný, kapela byla za album nominována na cenu Anděl 2006 v kategorii Hip hop. Nominaci však neproměnila. Satisfakce se dočkali alespoň od časopisu Filter, který vyhlásil Hádej kdo... deskou roku.
Dne 10. prosince 2007 vydali DVD Kids On The Click Tour 2007, jedná se o vůbec první české hiphopové koncertní DVD. Dokument v režii Michala Dvořáka zachycuje kapelu při jejich turné a mimo jiné také na třech velkých letních festivalech – Hip Hop Kempu, Hip Hop Jamu a Hip Hop Allstars.
Na cenách Óčka 2008 byli nominováni na nejlepší hiphopové umělce, v ostré konkurenci Kanye Westa, Rihanny a Timbalanda se však neprosadili. Od hudebního časopisu REPORT si v rámci cen Žebřík 2008 vysloužili dvě nominace – Hudební DVD roku (Kids On The Click Tour 2007) a DJ roku (DJ Wich). Vyhlášení proběhlo 7. března 2008 v plzeňském Domě kultury Inwest.

## Diskografie

### Studiová alba
- 2002 – My 3
- 2006 – Hádej kdo...

### Singly
- 2000 – „Pohyb Nehybnýho/Indyvidual“
- 2001 – „Hlasuju proti/Cesta štrýtu“
- 2003 – „Ještě Pořád/Originál Pilsner"

### Kompilace
- 2000 – East Side Unia 2
- 2003 – East Side Unia 3
- 2003 – From Amsterdam To Praha
- 2005 – Nejbr HipHop mix 1
- 2006 – Nejbr HipHop mix 2
- 2007 – Nejbr HipHop mix 3
- 2008 – 20ers

### DVD
- 2007 – Kids On The Click Tour 2007
- 2008 – Making of 20ers
- 2008 – Česká RAPublika